# Antono-Kovaci, Rozdilna
Antono-Kovaci (în ucraineană Антоно-Ковач) este un sat în comuna Velîkoploske din raionul Rozdilna, regiunea Odesa, Ucraina.

## Demografie
Componența lingvistică a localității Antono-Kovaci
     Ucraineană (88,89%)
     Rusă (11,11%)
Conform recensământului din 2001, majoritatea populației localității Antono-Kovaci era vorbitoare de ucraineană (88,89%), existând în minoritate și vorbitori de rusă (11,11%).